# 第24回ダヴィッド・ディ・ドナテッロ賞
第24回ダヴィッド・ディ・ドナテッロ賞（だい24かいダヴィッド・ディ・ドナテッロしょう）の授賞式は、1979年10月20日にローマで行われた。

## 受賞者一覧

### 作品賞
- エボリ Cristo si è fermato a Eboli （監督：フランチェスコ・ロージ）
- ベニスを忘れるため Dimenticare Venezia（監督：フランコ・ブルザーティ）
- 木靴の樹 L'albero degli zoccoli（監督：エルマンノ・オルミ）

### 監督賞
- フランチェスコ・ロージ（『エボリ』）

### 主演女優賞
- モニカ・ヴィッティ（『Amori miei』）

### 主演男優賞
- ヴィットリオ・ガスマン（『親愛なるパパ』）

### 外国人監督賞
- ミロス・フォアマン（『ヘアー』）

### 外国脚本賞
- テレンス・マリック（『天国の日々』）

### 外国人女優賞
- イングリッド・バーグマン（『秋のソナタ』）
- リヴ・ウルマン（『秋のソナタ』）

### 外国人男優賞
- リチャード・ギア（『天国の日々』）
- ミシェル・セロー（『Mr.レディMr.マダム』）

### 外国映画賞
- 希望の樹（監督：テンギズ・アブラゼ）

### 外国サウンドトラック賞
- ガルト・マクダーモット（『ヘアー』）

### ダヴィッド・ルキノ・ヴィスコンティ賞
- ライナー・ヴェルナー・ファスビンダー

### ダヴィッド・ヨーロッパ賞
- フランコ・ゼフィレッリ

### ダヴィッド・ディ・ドナテッロ生涯功労賞
- アメデオ・ナッツァーリ

### ダヴィッド特別賞
- ダニエレ・コンスタンティーニ（『Una settimana come un'altra』）
- クラウディア・ワイル（『Girlfriends』）
- ステファノ・マディア（『親愛なるパパ』）
- ロミー・シュナイダー（『ありふれた愛のストーリー』）
- アメデオ・ナッツァーリ